# ناویوکی یامادا
ناویوکی یامادا (انگلیسی: Naoyuki Yamada؛ زادهٔ ۲۶ دسامبر ۱۹۸۷) بازیکن فوتبال اهل ژاپن است.